# Elsamed Ramaj
Elsamed Ramaj (* 26. April 1996 in Koplik) ist ein albanischer Fußballspieler.

## Werdegang
Der in Albanien geborene Ramaj war in der Jugend zunächst für den FC Iserlohn aktiv, ehe er in der Saison 2014/15 für den Wuppertaler SV in der A-Junioren-Bundesliga West spielte. In der Rückrunde kam er viermal bei der Männermannschaft in der Oberliga Niederrhein zum Einsatz. Anschließend wechselte er in die Oberliga Westfalen zu Westfalia Rhynern. Dort kam er fünfmal in der Hinrunde zum Einsatz, ehe er den Verein wieder verließ und sich dem SV Hohenlimburg anschloss. Nach einer Saison bei der TSG Sprockhövel in der Oberliga spielte Ramaj in der Saison 2018/19 viertklassig beim Aufsteiger 1. FC Kaan-Marienborn, für den er in 31 Spielen zehn Tore schoss. Er war bester Torschütze seiner Mannschaft, die aber wieder in die Oberliga abstieg.
Zur Saison 2019/20 wechselte Ramaj zum Drittligisten Hansa Rostock.
Nach 4 Drittligaeinsätzen (3-mal von Beginn) und 5 Einsätzen (4 Tore) in der zweiten Mannschaft in der fünftklassigen Oberliga Nordost wechselte er am 20. Januar 2020 bis zum Saisonende auf Leihbasis in die viertklassige Regionalliga Nord zum VfB Lübeck. Nach der Winterpause kam er in allen 4 Spielen (einmal von Beginn) bis zum Saisonabbruch durch die COVID-19-Pandemie zum Einsatz und erzielte ein Tor. Der VfB Lübeck wurde zum Meister erklärt und stieg in die 3. Liga auf, da die Nord-Staffel in dieser Spielzeit den Direktaufsteiger stellte. Ende Juni 2020 einigte er sich mit Hansa Rostock auf eine Auflösung seines noch bis zum 30. Juni 2021 laufenden Vertrags und unterschrieb beim VfB Lübeck einen neuen Vertrag mit einer Laufzeit bis zum 30. Juni 2021. Anfang Oktober 2020 zog sich Ramaj am 3. Spieltag der Saison 2020/21 einen Schlüsselbeinbruch zu. Nach über drei Monaten Verletzungspause kehrte er im Januar 2021 auf den Platz zurück. Ramaj absolvierte 23 Drittligaspiele (15-mal von Beginn), in denen er 2 Tore erzielte. Der VfB Lübeck stieg wieder in die Regionalliga Nord ab, woraufhin er den Verein mit seinem Vertragsende verließ.
Zur Saison 2021/22 schloss sich Ramaj gemeinsam mit seinen Lübecker Teamkollegen Moody Chana und Osarenren Okungbowa in der Regionalliga Südwest den Kickers Offenbach an. In der Regionalliga Südwest bestritt Ramaj 22 Spiele und erzielte dabei einen Treffer für Offenbach. Mit dem Verein gewann er zudem den Hessenpokal und absolvierte in diesem Wettbewerb 3 Spiele.
Nach nur einer Spielzeit verließ Ramaj in den Verein und wechselte zur Saison 2022/23 in die Regionalliga West zu Alemannia Aachen. Zum 31. Januar 2024 wechselte er zum VfB Oldenburg, blieb dort jedoch nur ein halbes Jahr, da er sich mit dem Verein auf keine Vertragsverlängerung einigen konnte. Daraufhin schloss er sich zur Saison 2024/25 dem West-Regionalligisten 1. FC Düren an.

## Erfolge
- Aufstieg in die 3. Liga: 2020
- Meister der Regionalliga Nord: 2020
- Mecklenburg-Vorpommern-Pokal-Sieger: 2020
- Hessenpokal-Sieger: 2022